# Pivoine (roman)
Pivoine (Peony) est un roman historique de la romancière américaine Pearl Buck, publié en 1948

## Résumé
Au milieu du XIXe siècle, au nord de la Chine, Pivoine, est une jeune esclave, aussi belle que sage, achetée enfant par la famille Ezra pour tenir compagnie à leur fils David, 19 ans. Les Ezra sont de riches commerçants juifs installés en Chine depuis plusieurs générations. Mais Ezra Père est de mère chinoise, tandis que sa femme Naomi est une juive ardente, dévorée par le désir de voir son peuple observer la Thora, rester un et espérer sans relâche le retour vers la Terre promise. Ils logent Leah, fille du rabbin, promise à David selon une promesse échangée par leurs mères à la naissance. 
Chaque année, une caravane de chameaux approvisionne le comptoir d'Ezra. Le caravanier dit qu'en Europe, les juifs sont massacrés. David apprend que les juifs sont haïs, car ils se sont déclarés « élus » de Dieu (Jehovah). Leah n'arrive pas à se faire aimer de David. Elle le blesse et se suicide. David épouse Kueilan.  Après l'avoir vue, les impératrices de Chine veulent acheter Pivoine, mais elle et David refusent. Pivoine se fait nonne. Kueilan rappelle Pivoine, car son ainé se meurt ; elle le guérit. Un chrétien achète les deux dernières pierres de la synagogue. Pivoine lui demande de les mettre dans un pavillon pour qu'Israel vive toujours parmi les Chinois.